# Jean-Max Bellerive
Joseph Jean Max Bellerive (Puerto Príncipe, 1958) es un político y politólogo haitiano que fue Primer ministro de Haití entre 2009 y 2011.

## Biografía
Hijo de un médico de la Organización Mundial de la Salud, su padre pertenecía a la élite de Haití, lo que le permitió estudiar en Europa: Suiza, Francia y Bélgica.
Regresó al país en 1986, después de graduarse en Ciencias Políticas y Relaciones Internacionales. La dictadura de Jean-Claude Duvalier había caído ese año y Bellerive se convirtió en coordinador de una cooperativa pesquera en el Departamento Sud, l'Aquinoise, financiada con fondos de la cooperación al desarrollo de la Comunidad Económica Europea.
Dos años más tarde, con la llegada al poder de Leslie Manigat pasó a trabajar en Ministerio del Interior y Colectividades Territoriales y conservó su puesto de asistente jefe del Servicio de Análisis y Prospectivas Políticas cuando, pocos meses después, el general Henri Namphy lo derrocó y volvió a la presidencia de Haití.  
Bellerive abandonó la administración pública y regresó al sector privado en 1990, pocos meses antes de la victoria del sacerdote izquierdista Jean-Bertrand Aristide. Fundó y regentó Sibel Consult, una agencia especializada en la elaboración y la gestión de proyectos de desarrollo. 
Trabajó un breve periodo en el Consejo Electoral Provisional y, a principios de 2001, fue nombrado jefe de gabinete del primer ministro Jean-Marie Chérestal. Con el sucesor de este, Yvon Neptune, fue consejero técnico y con el siguiente jefe de Gobierno, Gérard Latortue, estuvo a cargo de la Unidad de Coordinación y Seguimiento de Políticas Públicas.

### Primer ministro de Haití
El presidente René Préval lo nombró ministro de Planificación y Cooperación Exterior en junio de 2006 y tres años más tarde, el 30 de octubre de 2009, lo designó al frente del Gobierno. El 11 de noviembre lo ratificó el Senado y al día siguiente, la Cámara de Diputados. 
A Bellerive le tocó lidiar con las consecuencias del desastroso terremoto del 12 de enero de 2010. El primer ministro, que estaba en Puerto Príncipe, salió ileso. 
El nuevo presidente Michel Martelly, cuatro meses después de haber asumido el poder, nombró primer ministro en septiembre de 2011 a Garry Conille.   
Está casado y tiene dos hijas.